# Dimitri Verhulst
Pour les articles homonymes, voir Verhulst.
Dimitri Verhulst, né le 2 octobre 1972 à Alost, est un écrivain et traducteur belge.

## Biographie
Dimitri Verhulst a une enfance difficile marquée par le divorce de ses parents, une vie auprès d'un père souffrant d'alcoolisme, puis un passage en famille d'accueil et en foyer avec plusieurs renvois d'écoles pour des problèmes de comportement,. Après un bref passage à l'université en 1991 dans un cursus de philologie, il s'essaie à des études d'art en 1993 mais doit abandonner faute de moyens financiers et exerce divers métiers alimentaires.
À partir de 1999, il mène avec succès une carrière littéraire avec une œuvre largement traduite et récompensée et trois textes adaptés au cinéma.
En 2009, il est commissaire du salon du livre Zogezegd à Gand.
En 2010, il devient ambassadeur de l'association Varkens in Nood (nl) engagée en faveur du bien-être des porcs dans l'industrie de l'élevage.

## Carrière
De 1994 à 1999, il amorce sa carrière d'écrivain par la publication d'un recueil de contes à compte d'auteur, Assevrijdag, le recueil de poésie Werf en wrak (1994, éd. Dilbeekse Cahiers), et  diverses œuvres en prose paraissant régulièrement dans des magazines, lui-même participant à l'équipe éditoriale du magazine Underground aujourd'hui disparu.
En 1999, il fait paraître De kamer hiernaast, des récits de littérature d'enfance et de jeunesse pour lequel il est nommé pour le prix NCR,. Le roman Niets, niemand en redelijk stil (2000) revient sur sa jeunesse malheureuse, mais De verveling van de keeper (2002) marque un tournant dans son œuvre en raison de sa grande implication sociale et politique. En 2001, il publie un recueil de poésie. En 2005, il traduit en néerlandais Yerma de Federico García Lorca et fait paraître une pièce de théâtre.
La notoriété lui échoit deux ans auparavant, en 2003, avec le roman Hôtel Problemski qui décrit l'existence de résidents d'un centre pour demandeurs d'asile à Arendonk (Belgique). Le livre est traduit en plus de dix langues et adapté en film sous le titre Problemski Hotel en 2015.
En 2006, son roman autobiographique La Merditude des choses obtient un grand succès public et critique. Le film La Merditude des choses, tiré de ce roman homonyme en 2009, est couronné notamment au festival de Cannes et aux Prix du Cinéma flamand,.
En 2006, est aussi publié Mevrouw Verona daalt de heuvel af, courte histoire d'amour qui sera parmi les nommés du prix AKO en 2007.
En 2008, une semaine avant sa sortie en librairie, son roman Godverdomse dagen op een godverdomse bol est distribué gratuitement à 300 000 exemplaire par un partenariat avec l'hebdomadaire Humo. Il sera prix du meilleur livre 2008 du Humo’s Pop Poll.
En 2011, il publie le roman Monoloog van iemand die het gewoon werd tegen zichzelf te praten qui sera adapté au cinéma sous le titre Un ange.

## Chronique controversée
Le 27 juin 2019, le quotidien De Morgen publie une chronique de Dimitri Verhulst titrée « Il n’y a pas de terre promise. Il y a des terres volées », qui lui vaut des accusations d'antisémitisme. L'article écrit à l'occasion de la publication d'un recueil de nouvelles de science-fiction par des auteurs palestiniens se veut une défense de ceux-ci et une critique virulente d'Israël. Des personnalités et organisations juives considèrent que cela va au-delà, demandent le retrait de l'article avec des excuses tandis que le Forum des Organisations Juives d’Anvers dépose une plainte contre le chroniqueur,,. Il lui est notamment reproché de déformer une citation de Serge Gainsbourg qui aurait dit de manière humoristique : « Être juif n’est pas une religion. Aucune religion ne te fait pousser un tel nez », déclaration devenue chez Verhulst : « Être juif n’est pas une religion, aucun Dieu ne donnerait aux créatures un nez aussi laid ». Dimitri Verhulst sera défendu par le rédacteur en chef jugeant que la chronique n'est pas antisémite. Selon Dirk Voorhoof, professeur émérite en droit des médias à l’Human Rights Centre de l’Université de Gand, il n'y a pas là d’incitation à la haine et la plainte est « déplacée et grotesque ». L'article sera maintenu mais des rajouts seront faits à la version en ligne indiquant la plainte et la déformation de la citation.

## Œuvres
- Assevrijdag (1994), contes
- De kamer hiernaast (1999)
- Niets, niemand en redelijk stil (2001)
- Liefde, tenzij anders vermeld (2001), poèmes
- De verveling van de keeper (2002)
- Problemski Hotel (2003) Publié en français sous le titre Hôtel Problemski, traduit par Danielle Losman, Paris, Christian Bourgois Éditeur, coll. Littérature étrangère, 2005, 157 p.  (ISBN 978-2-267-01795-3)
- Dinsdagland (2004)
- De aankomst in de bleke morgen op dat bleke plein (Aalst) (2005), théâtre
- Yerma vraagt een toefeling (2005, traduction de Yerma par Federico García Lorca)
- Boekendiefstal is een zegen voor de middenstand (2005)
- De helaasheid der dingen (2006) - Humo's Gouden Bladwijzer, 2007 ; De Gouden Uil, Prix du public, 2007 Publié en français sous le titre La Merditude des choses, traduit par Danielle Losman, Paris, Éditions Denoël, coll. Denoël & d'ailleurs, 2011, 238 p.  (ISBN 978-2-207-26140-8) ; réédition, Paris, 10/18 no 4636, 2012[16]
- Mevrouw Verona daalt de heuvel af (2006), roman
- Godverdomse dagen op een godverdomse bol (2008), roman
- Essay over het toegewijde bestaan als supporter van voetbalclub Standard de Liège (2009), essai
- De laatste liefde van mijn moeder (2010), roman
- De zeven laatste zinnen (2010), nouvelles
- Monoloog van iemand die het gewoon werd tegen zichzelf te praten (2011)
- De intrede van Christus in Brussel (2011) Publié en français sous le titre L’Entrée du Christ à Bruxelles, Paris, Éditions Denoël, coll. « Denoël & d'ailleurs », 2013 (ISBN 9782207113745)
- De laatkomer (2013)Publié en français sous le titre Comment ma femme m'a rendu fou, Paris, Éditions Denoël, coll. Denoël & d'ailleurs, 2015, 250 p.  (ISBN 978-2-207-11781-1)
- Kaddisj voor een kut (2015), roman
- Spoo Pee Doo, (2016), roman, 4 langues[17]
- Stoppen met roken in 87 gedichten, Atlas Contact, 2017 (ISBN 9789025451684), poèmes
- De Pruimenpluk, Pluim, 2019 (ISBN 9789492928504), roman
- Onze verslaggever in de leegte - ongedateerde dagboeken, Pluim, 2020 (ISBN 9789083045917), fragments de journal personnel
- In weerwil van de woorden, Pluim, 2021 (ISBN 9789083108247), roman
- Hebben en zijn, Atlas Contact, 2022 (ISBN 9789025473143), roman

## Adaptations au cinéma
- De helaasheid der dingen, titre français La Merditude des choses, réalisation de Felix Van Groeningen, 2006.
- Problemski Hotel, réalisation de Manu Riche, 2015.
- Monoloog van iemand die het gewoon werd tegen zichzelf te praten, titre français Un ange, réalisation de Koen Mortier, 2018.